# وایدمانسفلد
وایدمانسفلد (به آلمانی: Waidmannsfeld) یک منطقهٔ مسکونی در اتریش است که در ناحیه وینر نوی‌اشتات-لاند واقع شده‌است. وایدمانسفلد ۲۱٫۳۸ کیلومتر مربع مساحت دارد ۴۹۵ متر بالاتر از سطح دریا واقع شده‌است.